# Surcuolm
Surcuolm (tot 1943 officieel in het Duits Neukirch bei Ilanz) is een plaats en voormalige gemeente in het Zwitserse kanton Graubünden. Surcuolm telde eind 2007 109 inwoners. Sinds 2008 maakt het deel uit van de fusiegemeente Mundaun die in 2016 is gefuseerd tot de gemeente Obersaxen Mundaun.
- Gemeinsame Normdatei: 4687847-6
- Historisch woordenboek van Zwitserland: 001458
- Virtual International Authority File: 247397210
- WorldCat: E39PBJmhPMVY7V7DdTfXkRgkDq